# تورو یوشیکاوا
تورو یوشیکاوا (به انگلیسی: Toru Yoshikawa) بازیکن فوتبال اهل ژاپن و عضو تیم ملی فوتبال ژاپن است که در تاریخ ۱۲ فوریه ۱۹۸۳ میلادی اولین بازی ملی‌اش را انجام داد. او در ۱ بازی ملی حضور داشت و آخرین بازی ملی خود را در تاریخ ۱۲ فوریه ۱۹۸۳ میلادی انجام داد. تورو یوشیکاوا در بازی‌های ملی‌اش
گلی به ثمر نرساند.